# Alice Delphine Tang
Pour les articles homonymes, voir Tang.
Alice Delphine Tang est une écrivaine camerounaise. 
Elle est professeure titulaire en lettres à l'université de Yaoundé I au Cameroun[Quand ?].

## Biographie

### Professeur d'université en langue française
Alice Delphine Tang est une essayiste camerounaise et enseignante. Première femme camerounaise nommée professeure d'université en langue française à l'université de Yaoundé I, elle est secrétaire générale de l'université de Yaoundé II de 2015 à 2018,. Elle y veille notamment à la prise en compte des questions de genre, menant une action volontariste sur ce sujet. Elle a également occupé ce poste à l'université de Douala et collaboré comme directrice de collection aux Éditions L'Harmattan. 

### Femme politique
Une fois à la retraite, elle se lance en politique sous l'étiquette du Parti camerounais pour la réconciliation nationale (PCRN). Elle défend publiquement la vision de son parti politique pour l'alternance au Cameroun,,.

## Travaux
Elle est reconnue dans son pays pour ses travaux sur les littératures régionales et la littérature féminine. En novembre 2024, elle fait partie du comité scientifique du séminaire organisé par l'université de Yaoundé I sur le sujet du féminicide dans la littérature féminine. En 2023, un livre préfacé par le politologue Eric Mathias Owona Nguini rassemble les articles de recherches littéraires d'une vingtaine de chercheurs camerounais en littérature francophone. Ce livre rend hommage à son rôle de précurseure dans les études de l'écriture féminine et à l'ensemble de sa carrière universitaire. À cette occasion, ses contributions à la recherche en littérature sont analysées par ses confrères,,.

### Auteure de traductions et d'essais
Elle est ainsi l'auteure de plusieurs traductions et essais, parmi lesquels : Dom Juan (en langue bassa), Écriture féminine et tradition africaine, L'épreuve du commentaire composé aux éditions L'Harmattan Cameroun, La littérature camerounaise depuis la réunification (1961-2011). Elle dirige aussi l'ouvrage collectif L’œuvre romanesque de Léonora Miano qui rassemble une vingtaine de contributions rédigées par des chercheurs en poste au Cameroun, en France, au Canada, aux États-Unis et au Ghana.

## Activité politique

### Candidate du PCRN aux élections régionales de 2020
Elle se présente aux élections régionales du 6 décembre 2020 sous l'étiquette PCRN. Présentée comme proche de Cabral Libii, elle assure en avril 2022 la présidence de la commission chargée de définir la philosophie du partie. Elle signe à cette occasion une tribune pour défendre le président du PCRN contre les critiques de l'avocate Alice Nkom.  

### Vice-présidente chargée des droits de l'Homme, du genre et des minorités
Nommée vice-présidente chargée des droits de l'Homme, du genre et des minorités, elle relaie dans les médias, l'opinion de son parti contre la visite au Cameroun de Jean-Marc Berthon, ambassadeur français des droits des personnes LGBT+, fin juin 2023, considérant cette venue comme « dans le prolongement de l’impérialisme culturel dans lequel se sont lancés les bouquets de télévisions étrangères qui ces derniers temps inséminent dans l’enfance la culture LGBT+ »,.  

### Comme autrice
- Écriture féminine et tradition africaine : l'introduction du Mbock Bass dans l'esthétique romanesque de Were Were Liking, l'Harmattan, 2009 (ISBN 978-2-296-07553-5)
- Delphine Tang et Rosine Paki Matio, Énonciation et diégèse dans le roman La'afal, ils ont dit de Charles Salé, l'Harmattan, 2017 (ISBN 978-2-343-11717-1)
- Écritures sociales de femmes en francophonie : Claire Etcherelli, Gabrielle Roy, Werewere Liking et Delphine Zanga Tsogo, l'Harmattan, 2017 (ISBN 978-2-343-12825-2)
- Le personnage masculin perçu au prisme du regard féminin: étude d'une vision cosmopolite de l'homme chez quatre romancières francophones, Lincom Europa, coll. « Lincom studies in language and literature », 2007 (ISBN 978-3-89586-509-1)
- Le roman québécois au carrefour des mythes: les mythologies biblique, grecque et indienne dans Au nom du pere et du fils de Francine Ouellette, Lincom Europa, coll. « Lincom studies in language and literature », 2010 (ISBN 978-3-86290-185-2)
- L'épreuve du commentaire composé: épreuves et corrigés des dix dernières années du baccalauréat camerounais, l'Harmattan, coll. « Cours & manuels », 2011 (ISBN 978-2-296-54481-9)

### Sous sa direction
- Yves Gounin, « L'Œuvre romanesque de Léonora Miano. Fiction, mémoire et enjeux identitaires », Afrique contemporaine, no 254,‎ 2015, p. 145-147 (lire en ligne , consulté le 28 mars 2024)
- Alice Delphine Tang et Marie-Rose Abomo-Maurin, La littérature camerounaise depuis la réunification (1961-2011): Mutations, tendances et perspectives, Édition l'Harmattan Cameroun, 2013
- Alice Delphine Tang (dir.) et Patricia Bissa Enama (dir.), Absence, enquête et quête dans le roman francophone, Bruxelles, P.I.E. Peter Lang, 2010, 314 p. (ISBN 978-3-035-26098-4, présentation en ligne)[18].

### Comme co-autrice
- Marie-Rose Abomo-Maurin et Alice Delphine Tang, Contes basa et bulu du Cameroun, L'Harmattan, coll. « Littératures et cultures afro-américaines », 2015 (ISBN 978-2-343-05815-3, OCLC 927376153, lire en ligne)
- Alice Delphine Tang et Marie-Rose Abomo-Maurin, Terre noire et afritude : Jacques Fame Ndongo et l'écriture d'une poétique de la passion, L'Harmattan, coll. « Littératures et cultures afro-américaines », 2015 (ISBN 978-2-343-06957-9)
- Molière et Delphine Tang, Dom Juam en langue bassa : une traduction de la pièce de Molière en langue bassa, l'Harmattan, 2014 (ISBN 978-2-343-04565-8)
- Delphine Tang et Marie-Rose Abomo-Maurin, Jacques Fame Ndongo : esthétique littéraire, l'Harmattan, coll. « Femmes et savoirs », 2012 (ISBN 978-2-296-99101-9)